# Polemoniaceae
As Polemoniaceae são uma família de plantas angiospérmicas (plantas com flor), pertencentes à ordem Ericales. Essa ordem está incluída na classe Magnoliopsida (Dicotiledóneas), ou seja, desenvolvem embriões com dois ou mais cotilédones. As plantas são anuais ou perenes, nativas da América do Norte e do Sul, sendo o oeste da América do Norte o centro de sua diversidade. De acordo com análises cladísticas de dados moleculares e morfológicos, Porter e Johnson (2000) subdividem Polemoniaceae em três subfamílias (Acanthogilioideae, Cobaeoideae e Polemonioideae), que abrangem 26 gêneros, com aproximadamente 380 espécies. 

## Morfologia
As Polemoniaceae podem ser identificadas entre as demais famílias de eudicotiledôneas por serem ervas, arbustos ou pequenas árvores, contendo um ovário súpero composto por três carpelos fundidos, cinco sépalas, cinco pétalas fundidas e cinco estames que se alternam com os lóbulos da corola. 
As folhas são simples ou pinadas, alternas ou, menos frequente, opostas. Além disso, não apresentam estípulas, são pecioladas ou sésseis. As flores são hermafroditas, actinomórficas ou zigomórficas.  O fruto é uma cápsula seca deiscente, loculicida ou septicida. Os elementos do floema são organizados como um cilindro contínuo ou como fios separados associados ao esclerênquima, mas o xilema normalmente ocorre em um anel contínuo. 

## Diversidade Taxonômica
A família Polemoniaceae possui 26 gêneros. 
- Acanthogilia
- Aliciella *
- Allophyllum
- Bonplandia
- Cantua
- Cobaea *
- Collomia
- Dayia *
- Eriastrum

- Gilia

- Giliastrum *
- Gymnosteris
- Huthia
- Ipomopsis
- Langloisia
- Lathrocasis *
- Leptodactylon
- Leptosifão
- Linanthus
- Loeselia
- Loeseliastrum
- Microsteris *
- Navarretia
- Phlox
- Polemonium
- Saltugilia *

Gêneros com (*) são aqueles que não são considerados como sendo distintos por todos os botânicos. 

## Distribuição
A família Polemoneaceae está localizada principalmente na América do Norte e do Sul. O oeste da América do Norte é o centro da diversidade genérica e de espécies para a subfamília Polemonioideae, especialmente na Califórnia. Esta grande diversidade encontrada está relacionada à adaptação a diferentes microclimas, topografia e precipitação anual, além da variação nas flutuações na precipitação sazonal nos diversos cenários do oeste da América do Norte.   Polemoniaceae também pode ser observada em alguns locais no hemisfério sul, como Chile e oeste da Argentina, uma vez que apresentam muitas características climáticas, topográficas e geológicas similares às encontradas no oeste da América do Norte. Combinado a este fator, está a proximidade das principais rotas migratórias de aves, o que tem contribuído com a dispersão e estabelecimento, embora ainda reduzido, dessa família nessas localidades. 

## Polinização
Os polinizadores mais comuns são as abelhas, mas várias espécies contam com polinizadores específicos como morcegos, beija-flores, mariposas e outros lepidópteros. As diferentes cores dos corolas atraem os insetos que coletam pólen, néctar ou ambos. Dessa forma, geralmente, o inseto que visita a planta está relacionado com o tamanho da flor, forma e cor da corola e estrutura da inflorescência. 

## Importância Econômica
Algumas espécies de Cobaea, Cantua, Collomia, Ipomopsis, Linanthus e Polemonium são cultivadas para ornamentos. As espécies de Ipomopsis, Loeselia e Polemonium são usadas para produzir sabão por nativos norte-americanos. Na América Central, infusões de flores de Cobaea têm sido usadas como supressor de tosse. Além disso, compostos isolados de Ipomopsis e Polemonium foram identificados com potencial anti-inflamatório e antitumoral citotóxico. 